# Joseph Breitbach
Joseph Breitbach, noto anche con lo pseudonimo di Jean-Charlot Saleck (Coblenza, 20 settembre 1903 – Monaco di Baviera, 9 maggio 1980), è stato uno scrittore tedesco.

## Biografia
Breitbach era bilingue in tedesco e francese. Crebbe in Renania, dove promosse le relazioni franco-tedesche. Nel 1929 si trasferì a Parigi, dove collaborò con quotidiani e periodici sia francesi, come Le Figaro e La Nouvelle Revue française (quest'ultima vedeva tra i fondatori Jean Schlumberger, un amico di Breitbach), sia tedeschi, come Mass und Wert e Die Zeit.
In campo letterario esordì con la raccolta di storie Rot gegen Rot (1929, pubblicata in francese col titolo Le Liftier amoureux nel 1948), cui seguì il romanzo Die Wandlung der Susanne Dasseldorf (1933), bandito in Germania. Nel 1940 la Gestapo sequestrò gran parte dei suoi diari, comprese numerose opere che vennero pubblicate nel dopoguerra, come i romanzi Clemens e Bericht um Bruno (1962), la raccolta Die Rabenschlacht (1973) e Das blaue Bidet oder Das eigentliche Leben (1978). Scrisse la commedia Mademoiselle Schmidt (1929, rivisitata negli anni '60 con i titoli La jubilaire, Das Jubiläum e Die Jubilarin) e le  due raccolte di saggi Jean Schlumberger (1952) e Feuilletons zur Literatur und Politik (1978).